# آرمان خوانساریان
آرمان خوانساریان کارگردان و فیلم‌نامه‌نویس ایرانی است. او فارغ التحصیل رشته تئاتر از دانشکده هنر و معماری تهران مرکز و همچنین کارگاه یک‌ساله عباس کیارستمی است. فیلم کوتاه «سایه فیل» به کارگردانی خوانساریان به جشنواره جهانی فیلم ریگارد کانادا
راه یافت و در دریافت چهار جایزه از این جشنواره به رقابت پرداخت. فیلم دیگر او، «سبز کله غازی»، نامزد دریافت سیمرغ بلورین بهترین فیلم کوتاه داستانی از سی و پنجمین جشنواره فیلم فجر شد.
او همچنین به همراه مجید برزگر نویسندگی فیلم ابر بارانش گرفته را بر عهده داشته‌است . فیلم سینمایی جنگل پرتقال به تهیه کنندگی رسول صدر عاملی یکی دیگر فیلم های سینمایی این کارگردان است.
خوانساریان یکی از اعضای انجمن فیلم کوتاه ایران بوده و همچنین از سال ۹۸ تدریس سینما را آغاز کرده است . او به عنوان مدرس سینما، تجربه فعالیت در انجمن سینمای جوانان ایران - دفتر تهران، کانون سینماگران جوان، خانه بین الملل بامداد، هنرستان هنرهای زیبای پسران، بنیاد بیدل دهلوی، عمارت ارغوان و... را دارد.

## فیلم شناسی
| عنوان            | سمت                        | سال ساخت | توضیحات           |
| ---------------- | -------------------------- | -------- | ----------------- |
| جنگل پرتقال      | نویسنده و کارگردان         | 1401     | فیلم سینمایی بلند |
| ابر بارانش گرفته | نویسنده همکار              | 1398     | فیلم سینمایی بلند |
| موناکو           | نویسنده و کارگردان         | 1398     | فیلم کوتاه        |
| سایه فیل         | نویسنده و کارگردان         | 1396     | فیلم کوتاه        |
| سبز کله غازی     | نویسنده، کارگردان و بازیگر | 1395     | فیلم کوتاه        |
| بن بست           | نویسنده و کارگردان         | 1392     | فیلم کوتاه        |

## جوایز
- جایزه بهترین فیلمنامه از بیست و سومین دوره جشن حافظ برای فیلم جنگل پرتقال
- جایزه بهترین کارگردانی از جشنواره فیلم کوتاه تهران برای فیلم «سایه فیل»
- جایزه بهترین فیلم جشن تصویر سال برای فیلم «سایه فیل»
- دیپلم افتخار بهترین کارگردانی و فیلمنامه از جشنواره سایه برای فیلم «سایه فیل»
- دیپلم افتخار بهترین فیلمنامه از جشنواره نهال برای فیلم «سایه فیل»
- تندیس خانه سینما برای فیلم «سایه فیل»
- جایزه بهترین فیلم کوتاه پنجمین جشنواره فیلم‌های ایرانی کلن برای فیلم «سبز کله غازی»[۸][۹]
- تندیس زرین بهترین فیلم‌نامه کوتاه از ششمین جشنواره بین‌المللی فیلم شهر برای «سبز کله غازی»[۶][۱۰]
- تندیس زرین بهترین اثر با محوریت تهران نگاری برای فیلم کوتاه از ششمین جشنواره بین‌المللی فیلم شهر برای «سبز کله غازی»
- جایزه بهترین کارگردانی جشنواره فیلم کوتاه دَه برای «موناکو»[۱۱]